# Institut d'optique Graduate School
Institut d'optique Graduate School (SupOptique) är en fransk grande école som utexaminerar optikingenjörer i norra Frankrike (Palaiseau), och som är medlem av Université Paris-Saclay.